# Юк Ён Су
Юк Ён Су (кор. 육영수?, 陸英修?, 29 ноября 1925, Окчхон, Чхунчхон-Пукто, Генерал-губернаторство Корея – 15 августа 1974, Сеул, Республика Корея) — супруга третьего президента Республики Корея Пак Чон Хи и мать одиннадцатого президента Республики Корея Пак Кын Хе. Она была первой леди страны в период с 1962 года до своей гибели в 1974 году во время покушения на жизнь её мужа.

## Ранняя жизнь

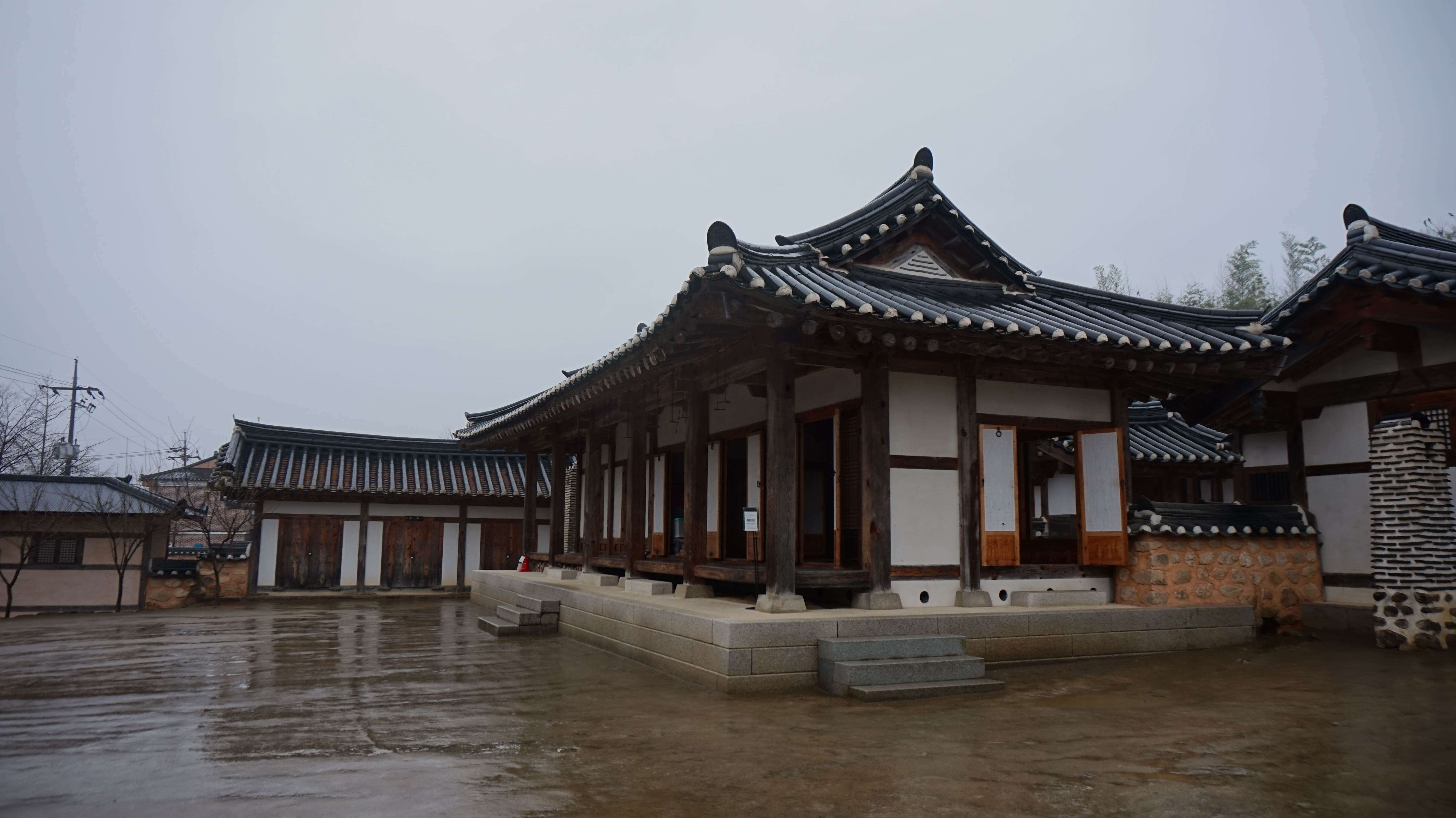
Место рождения Юк Ён Су

Юк родилась в 1925 году в уезде Окчхон провинции Северный Чхунчхон, Корея, в семье успешного арендодателя, который сделал себя сам. Она окончила женскую среднюю школу Пэхва (ныне известную как Средняя школа для девочек Пайхва). В августе 1950 года она познакомилась с Пак Чон Хи через родственницу, служившую в его подчинении. 12 декабря 1950 года Юк вышла замуж за Пак Чон Хи. Хотя мать поддержала её выбор мужа, отец был против этого брака, поэтому Юк вышла замуж без его благословения.

## Первая леди
Во время пребывания Пак Чон Хи на посту председателя Верховного совета национальной перестройке, основным интересом Юк Ён Су было рассмотрение гражданских жалоб. Чон Джэ Хун, ученик и секретарь канцелярии первой леди в течение шести лет, вспоминал:
Мы беседуем с как можно большим количеством людей, чтобы узнать общественное мнение на улицах, и оставляем десятки инструкций к жалобам в день. Я заставил их побегать.

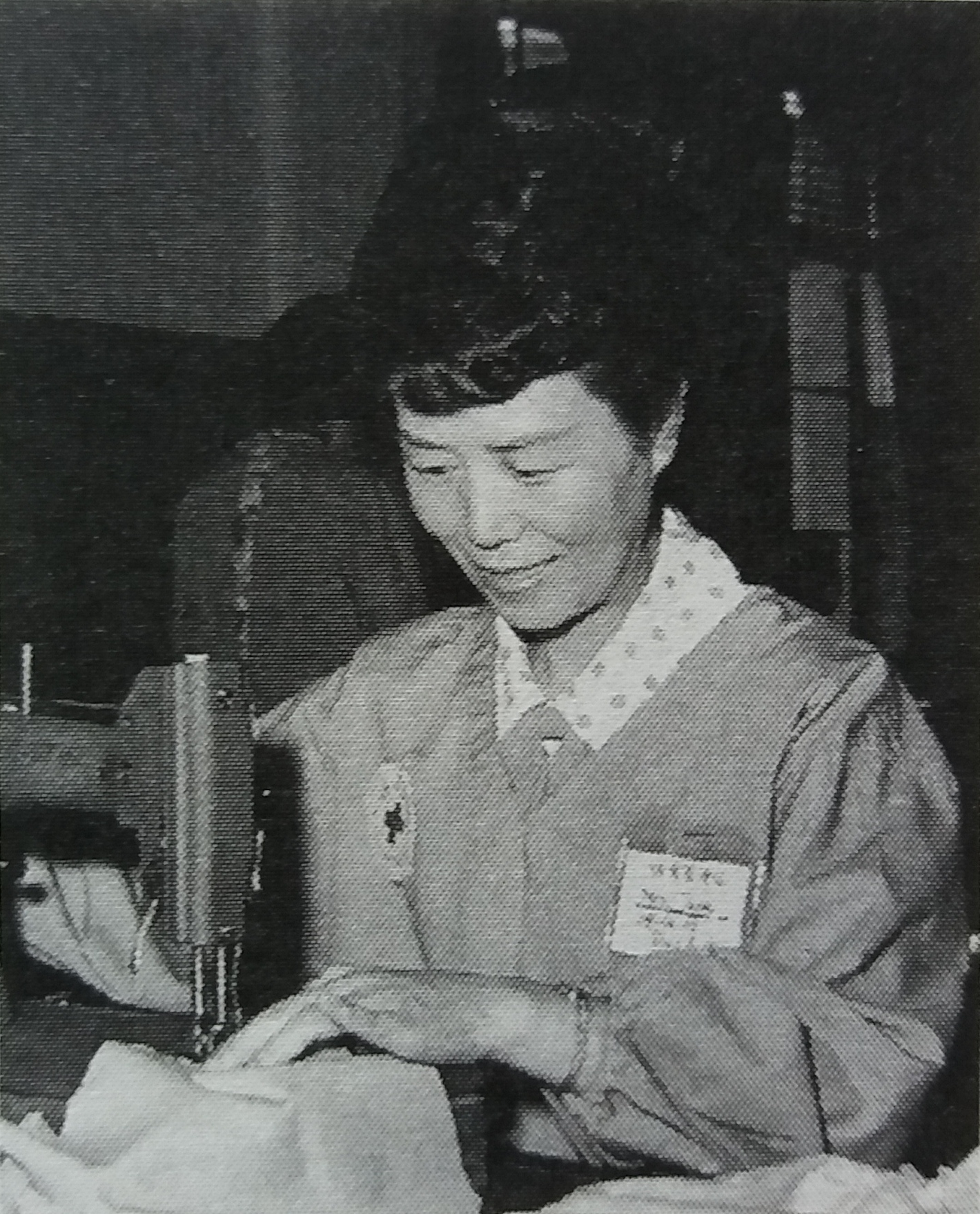
Юк Ён Су участвует в волонтёрской деятельности Красного креста по пошиву одежды, 1963 год

Юк Ён Су всегда производила на людей приятное впечатление своей элегантностью в ханбоке и была искренней женой своего мужа. Она также проявляла большой интерес к детям и здоровью, часто посещала детские дома и детские дошкольные учреждения, чтобы разработать политику в области здоровья детей. Во время пребывания мужа на посту, Юк Ён Су в основном занималась приёмом гостей и рассмотрением жалоб, хотя стремилась внести свой вклад как «жена революционера». Она также участвовала в деятельности Красного Креста и помогала детям с аутизмом. В 1970 году началось строительство Детского Большого парка, который был открыт в следующем году.
Она также активно общалась с людьми и посещала пациентов, страдающих от лепры. Она способствовала запуску нескольких проектов самопомощи и навещала семьи южнокорейских солдат, отправленных во Вьетнам, чтобы поддержать и утешить их. В 1973 году она инициировала проекты по созданию профессионально-технических училищ для бедных и неблагополучных молодых людей. Благодаря усилиям Юн Ён Су, в стране были созданы эффективные социальные службы, ориентированные на профессиональное обучение в области социального обеспечения, что позволило многим людям, столкнувшимся с бедностью, улучшить своё положение.
Она также не стеснялась пытаться влиять на своего мужа, особенно в 1963 году, когда для урегулирования напряжённости с американским послом Сэмюэлем Д. Бергером, пригласила его в Голубой дом. Пак Чон Хи тогда шутил по этому поводу, даже называя её «первой оппозиционной партией». В 1969 году она создала частный фонд с целью улучшения благосостояния южнокорейских детей. В 1974 году мать, приглашённая в Голубой дом, сообщила, что её ребёнок страдает параличом лицевого нерва. Юк Ён Су нашла лучший центр акупунктуры и госпитализировала его.

## Гибель

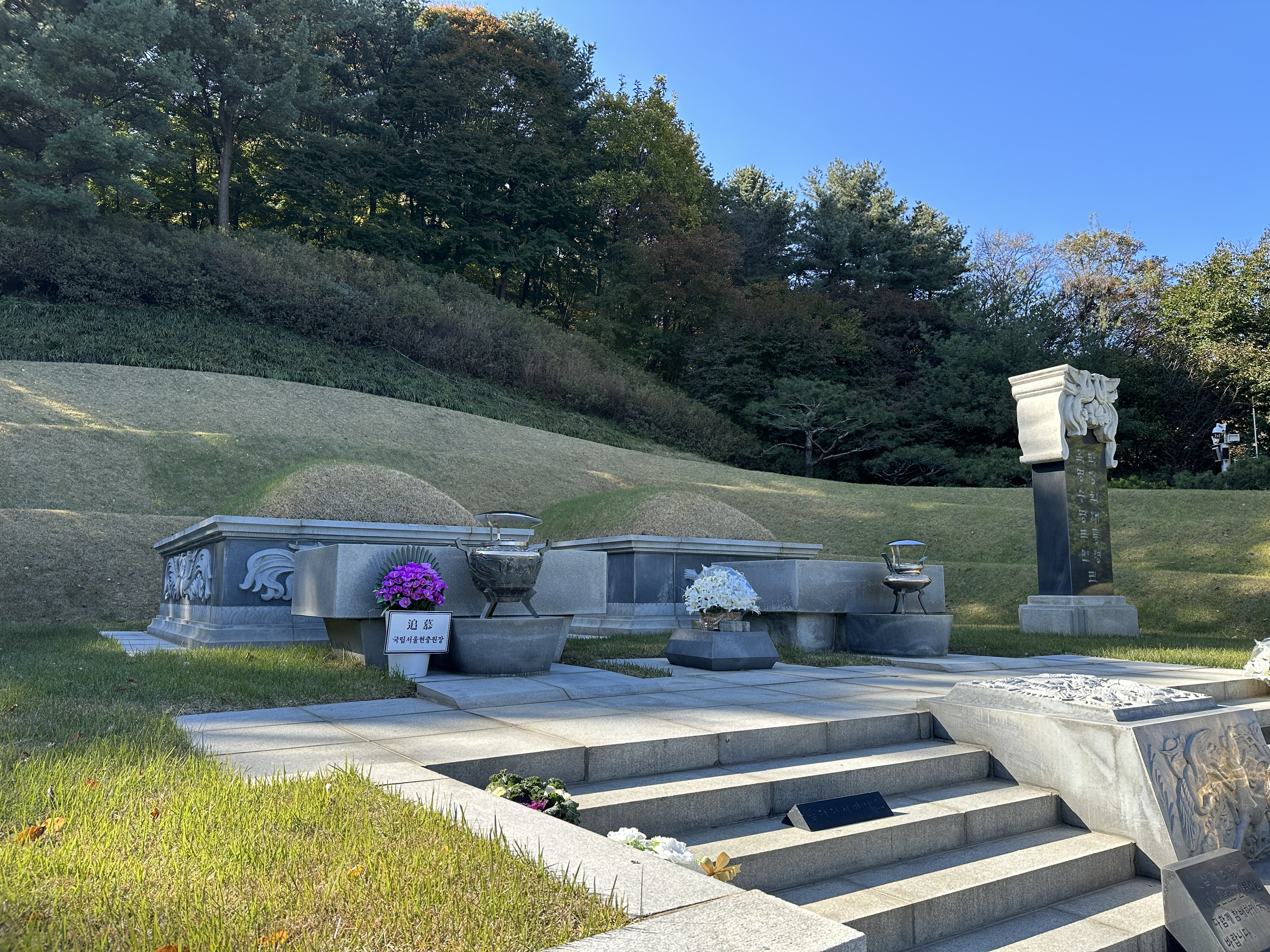
Могила президента Пак Чон Хи и первой леди Юк Ён Су на Сеульском национальном кладбище

15 августа 1974 года, в 10:23 по местному времени, в День освобождения Кореи, Юк была убита Мун Се Гваном, корейцем-дзайнити и сторонником Северной Кореи, во время покушения Муна на президента Пак Чон Хи.
Убийство произошло в Национальном театре Кореи в Сеуле во время церемонии в честь Дня освобождения. Мун намеревался застрелить Пака в фойе театра. Однако его обзор был затруднён, и ему пришлось войти в зал и занять место в его задней части. Во время выступления Пака он попытался приблизиться к президенту, но случайно преждевременно выстрелил из револьвера Smith & Wesson Model 36, ранив себя. Из-за отреагировавшей охраны он побежал по проходу театра, беспорядочно стреляя. Его вторая пуля попала в левую часть подиума, с которого выступал Пак. Третий выстрел оказался осечкой. Четвёртая пуля ранила Юк Ён Су в голову, нанеся ей серьёзное ранение. Последняя пуля пробила флаг, украшавший заднюю часть сцены. В ответ на нападение Муна, Пак Джон Гю, член службы безопасности президента, выстрелил в ответ, но пуля, рикошетом от стены, убила старшеклассника Чан Бон Хва. Сразу после задержания Муна, Пак возобновил своё запланированное выступление, несмотря на то, что его жена была ранена и выведена со сцены. По завершении выступления он забрал сумочку и обувь своей жены и покинул зал.
Юк была срочно доставлена в больницу Сеульского национального университета в районе Воннам-дон, центральный Сеул. Главный врач отделения нейрохирургии больницы, доктор Сим Босон, начал операцию в 11:00 утра, которая продолжалась более пяти часов. Пуля повредила самую крупную вену на правой стороне мозга и осталась внутри него. Операция не смогла спасти её жизнь, и она скончалась в 19:00 того же дня.

## Последствия
Юк была похоронена с государственными почестями 19 августа 1974 года на Сеульском национальном кладбище. После убийства Пак Чон Хи его похоронили рядом с ней. В день государственных похорон жены, Пак написала следующее стихотворение:
Как длинный цветок магнолии, склоняющийся под ветром,

В тяжёлой тишине

Дома, погружённого в траур,

Только стрекот цикад

Мадам, мадам, мадам

Кажется, тоскуют по вам, кого больше нет.

Под августовским солнцем

Индийские сиреньки становятся багряными,

Как будто пытаясь залечить раны души.

Моя жена ушла одна,

Остался только я,

Как одинокий цветок магнолии, склоняющийся под ветром.

Куда мне обратиться

С печалью разбитого сердца?
Её старшая дочь, Пак Кын Хе, стала первой леди Южной Кореи после срочного возвращения из Франции, где она обучалась в Университете Жозефа Фурье. Она занимала эту должность в течение пяти лет, до убийства своего отца в 1979 году. В память о 42-й годовщине её смерти в Сеуле был организован концерт.

## Личная жизнь

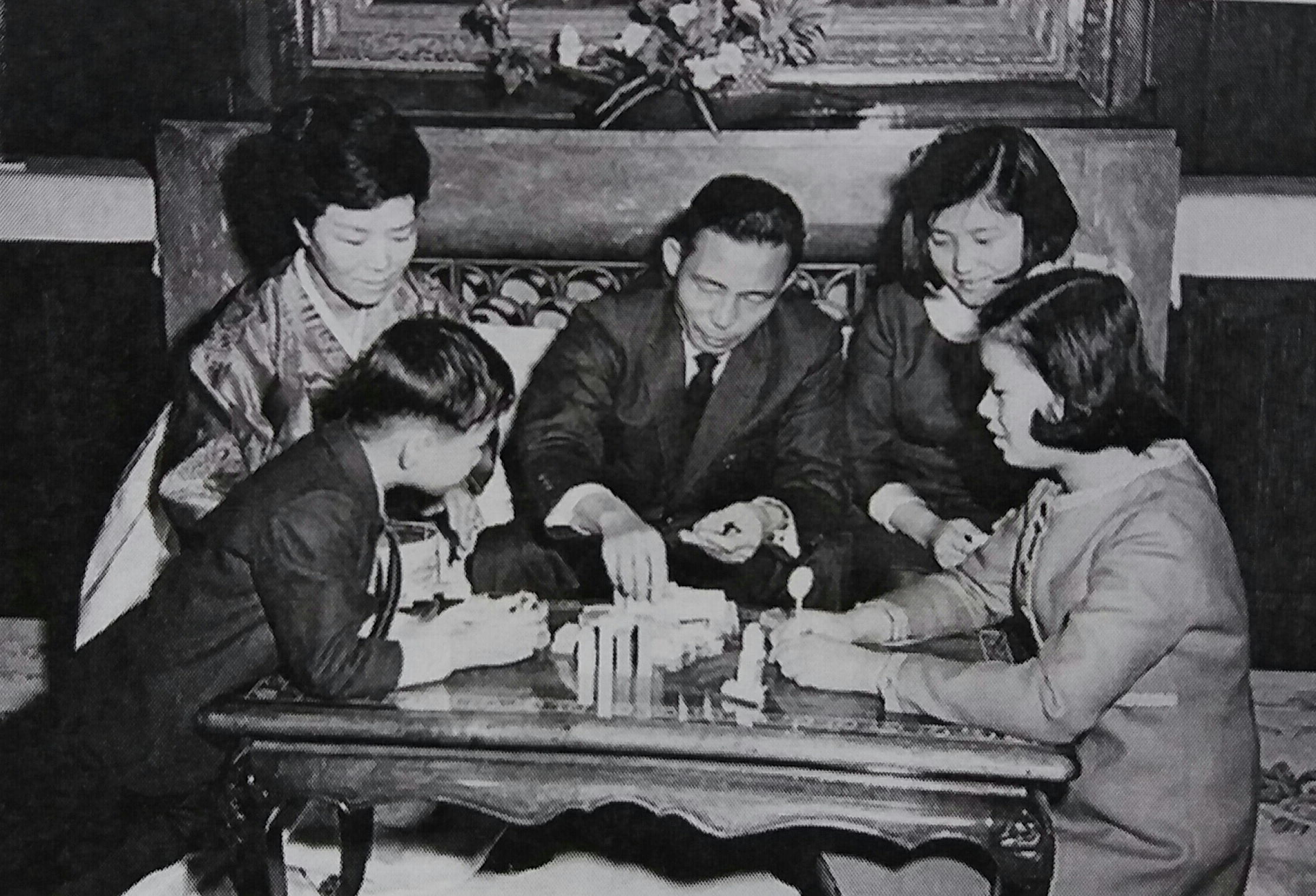
Юк Ён Су, Пак Чон Хи и их дети, в том числе Пак Кын Хе, 1961 год

У Юн Ёк Су и Пак Чон Хи было трое детей: дочери Пак Кын Хе, 11-й президент Республики Корея, а также Пак Кын Рён и сын Пак Джи Ман.
Юн Ёк Су была убеждённым буддистом и последователем монастыря Досонса в Сеуле.

## Награды и почести
- Республика Корея:
  -  Почетный кавалер Большого ордена «Мугунгхва» (1967)
- Малайзия:
  -  Почётный кавалер Ордена Короны Королевства (1965)